# Санта Мария да Витория
Санта Мария да Витория (на португалски: Santa Maria da Vitória) е град и община в Бразилия, щат Баия, мезорегион Крайно западна Баия, микрорегион Санта Мария да Витория. Според Бразилския институт по география и статистика през 2010 г. общината има 40 316 жители.